# Steinheimer Becken

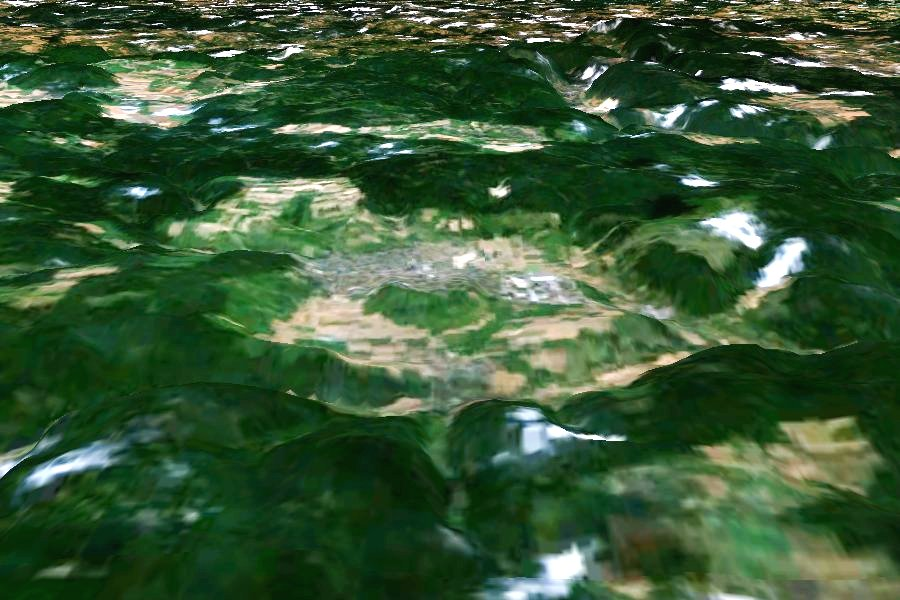
Computergenerierte 3D-Darstellung des Steinheimer Beckens (3-fach überhöht, überlagert mit Luftbild)

Das Steinheimer Becken ist ein durch einen Meteoriteneinschlag entstandener Impaktkrater bei Steinheim am Albuch im baden-württembergischen Landkreis Heidenheim. Das Becken allein ist Naturschutzgebiet. Zudem ist es sowohl ein Teil eines Fauna-Flora-Habitats als auch eines  Landschaftsschutzgebietes. 

## Aussehen
Das Steinheimer Becken ist nahezu kreisrund mit einem mittleren Durchmesser von etwa 3,8 Kilometern. Im Zentrum des Beckens erhebt sich ein Hügel, der Steinhirt, rund 50 Meter hoch über den heutigen Kraterboden, während der Kraterboden selbst rund 100 Meter unterhalb der umgebenden Hochfläche des Albuchs liegt.
Im Krater befindet sich die Gemeinde Steinheim.

## Entstehung
Das Steinheimer Becken entstand vor etwa 14–15 Millionen Jahren beim Einschlag eines im Durchmesser schätzungsweise etwa 100–150 Meter großen Meteoriten mit einer Geschwindigkeit von etwa 20 Kilometern pro Sekunde (72.000 km/h). Dabei wurde explosionsartig eine Energie von etwa 1018 Joule (entsprechend etwa 18.000 Hiroshimabomben) frei, was zu einer immensen Verwüstung weiter Teile der Ostalb führte. Es entstand zunächst ein Krater mit einer Tiefe von rund 200 Metern, in dessen Zentrum das zurückfedernde Gestein einen etwa 100 Meter hohen Zentralberg bildete.
Nach dem Einschlag bildete sich ein Kratersee, der später verlandete und durch das Wental entwässert wurde.

### Nachbarereignis
Die in den bis zu 50 Meter mächtigen Seesedimenten gefundenen Fossilien führten zu der Annahme, dass das Steinheimer Becken zeitgleich mit dem rund 40 Kilometer weiter nordöstlich gelegenen Nördlinger Ries im so genannten Ries-Ereignis vor 14,6 Millionen Jahren entstanden sei.
Demnach könnte es sich bei dem kosmischen Körper, dessen Einschlag die beiden Krater hinterließ, um einen Asteroiden gehandelt haben, der von einem kleineren Satelliten begleitet wurde.
In Studien aus 2009 wird ein Eisen- oder Stein-Eisen-Meteorit als Steinheim-Impaktor vermutet.
Eine 2020 veröffentlichte Arbeit nimmt für das Ries-Ereignis den Einschlag eines Gesteinsasteroiden an und postuliert auf der Basis verschiedener seismischer, stratigraphischer und paläontologischer Analysen, dass das Steinheimer Becken ungefähr 500.000 Jahre nach dem Nördlinger Ries entstanden sei.

## Geologie und Paläontologie

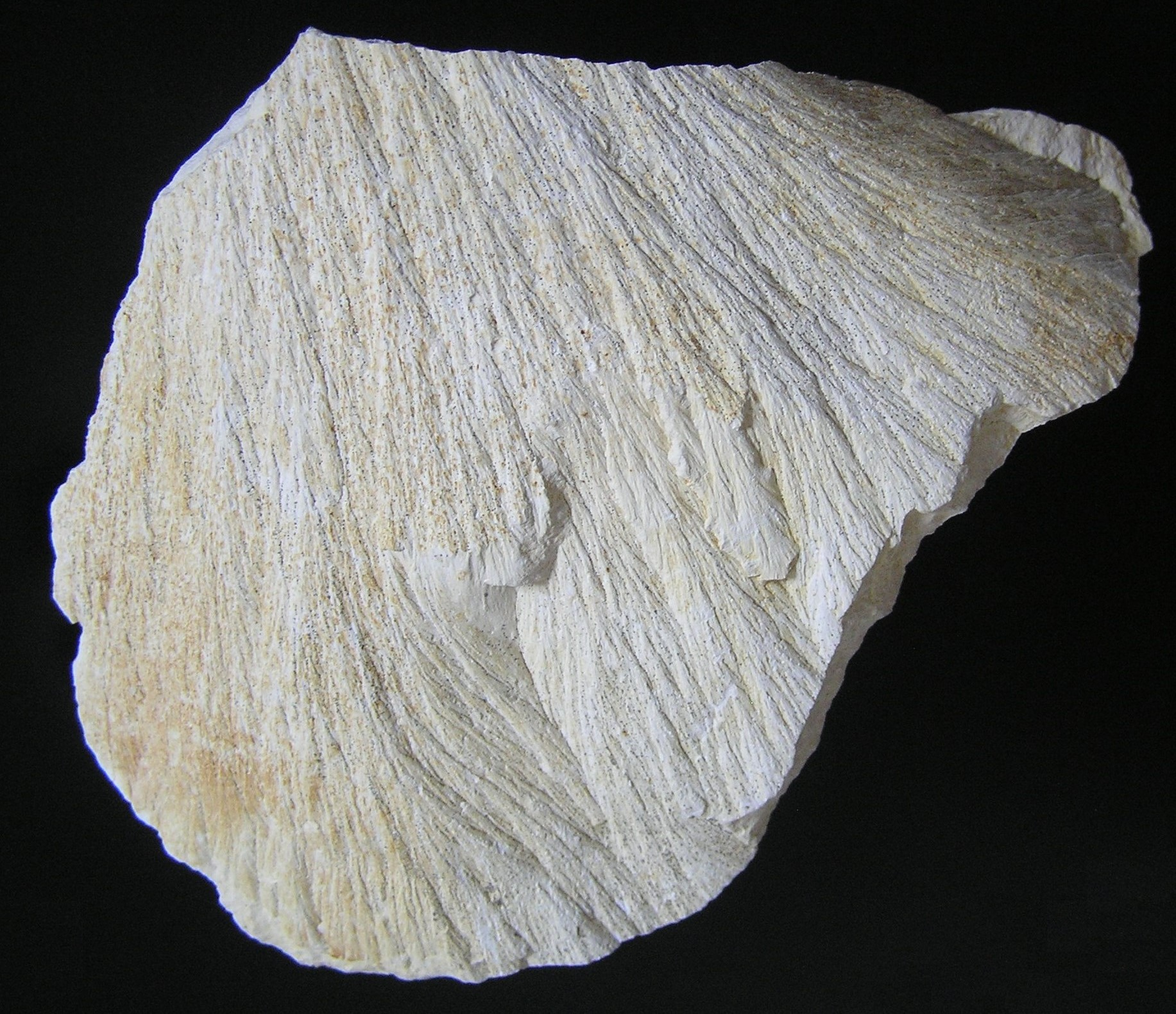
Strahlenkalk aus dem Steinheimer Becken (Typlokalität). Breite des Handstücks: 17 cm.

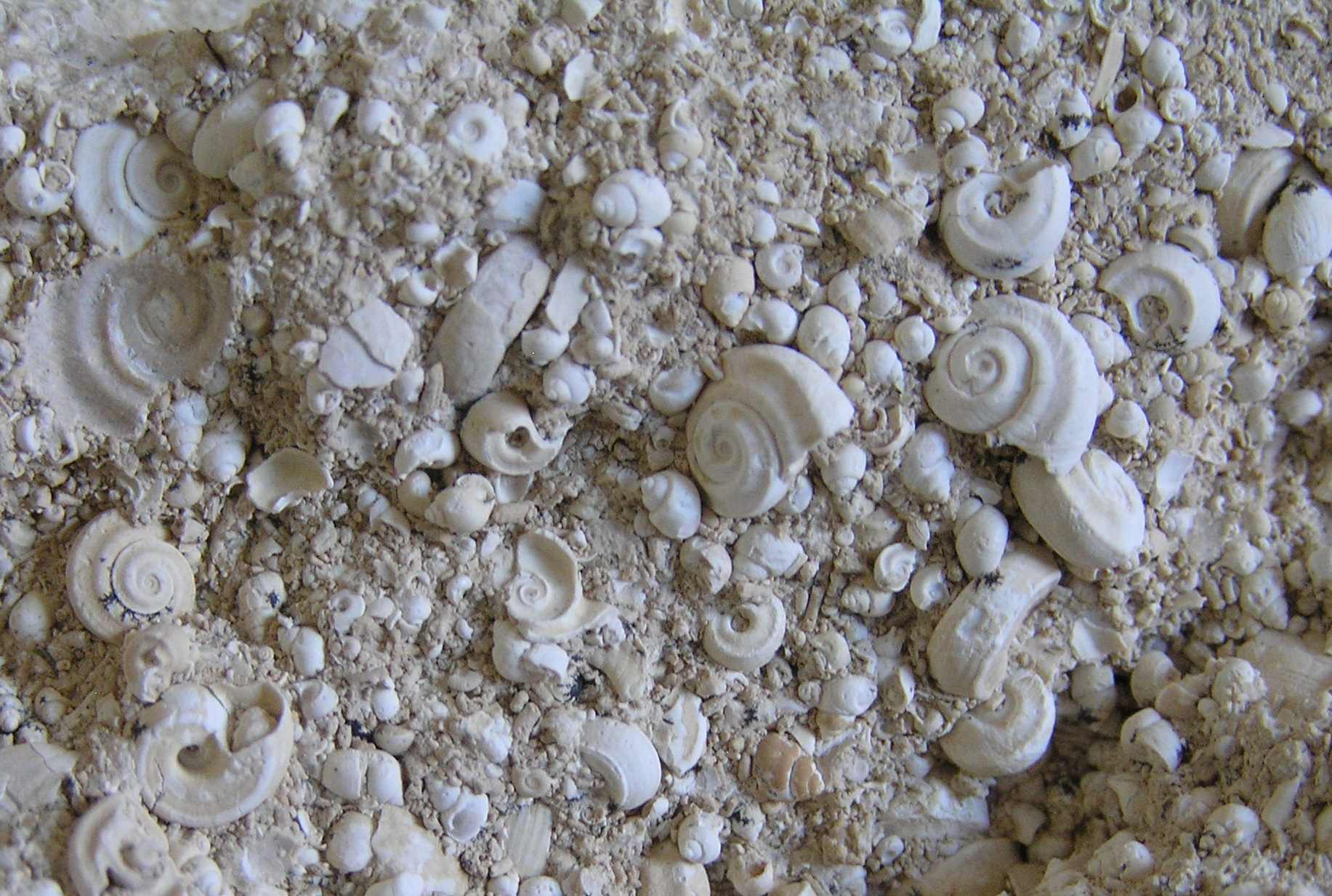
Miozäner Schneckensand aus dem Steinheimer Becken.

Der Kraterwall besteht aus verschobenen und verkippten Jura-Kalkschollen. Teilweise sind die Kalke auch zertrümmert und bilden eine Brekzie aus unterschiedlich großen, kantigen Bruchstücken. Bohrungen haben gezeigt, dass auch der Kraterboden unterhalb der Seesedimente mit Brekzien gefüllt ist, die aus Gesteinsmaterial bestehen, das beim Einschlag hochgeschleudert wurde, und danach in den Krater zurückgefallen ist (Rückfallbrekzie). Stellenweise zeigen die Impaktbrekzien des Steinheimer Beckens einen suevitischen Charakter. Der Zentralberg besteht vorwiegend aus Kalk- und Sandsteinen des mittleren und oberen Juras, die bei ungestörter Lagerung außerhalb des Kraters erst in etwa 300 Metern Tiefe anzutreffen sind.
Im Kalkgestein des Zentralberges wurden auch sogenannte Strahlenkalke gefunden. Diese Oberflächenstrukturen entstehen beim Durchgang der Druckwelle des Impakts durch das Gestein. Strahlenkalke wurden um 1905 weltweit erstmals im Steinheimer Becken erkannt und beschrieben, allerdings ohne dass ihre Entstehung erklärt werden konnte. Heute sind sie auch aus zahlreichen anderen irdischen Kratern bekannt und gelten als eindeutige Indikatoren für einen Impakt. Ebenso konnten impaktbedingte subparallele Schockbrüche (subparallel shock fractures) im Steinheimer Becken gefunden werden, die jedoch keinen eindeutigen Indikator für einen Impakt darstellen.
Die Seesedimente sind reich an Fossilien aus dem Miozän, so dass das Steinheimer Becken zu den bedeutendsten Fundstellen für dieses Erdzeitalter zählt. Neben zahlreichen Funden von Wirbeltieren (darunter Fische, Reptilien, Vögel und Säugetiere) sind die Sedimente vor allem wegen der massenhaft gefundenen fossilen Schneckengehäuse bekannt (sogenannter Steinheimer Schneckensand). Im Jahr 1862 untersuchte der Paläontologe Franz Hilgendorf die Gehäuse der Süßwasserschnecke Gyraulus, einer Gattung aus der Familie der Tellerschnecken, und stellte fest, dass sich die Gehäuseform von den älteren Sedimentschichten zu den jüngeren langsam veränderte. Die Schneckenfunde waren damit die erste Bestätigung der 1859 von Charles Darwin veröffentlichten Evolutionstheorie.

## Tourismus und Wanderwege
Im Steinheimer Ortsteil Sontheim liegt das 1978 eröffnete Meteorkratermuseum, das auch Ausgangspunkt für den „Geologischen Lehrpfad Meteorkrater“ durch das Steinheimer Becken ist.
Auch der Meteorkrater-Rundwanderweg (ca. 20 km) läuft entlang des Kraterbeckens und lehrt über Schilder die Geologie, Flora und Fauna der Region. Beide Wanderwege verlaufen zum Teil auf dem überregional bekannten Albschäfer-Weg.

## Schutzgebiete
Das Steinheimer Becken ist ein Naturschutzgebiet (Nr. 1.278 Steinheimer Becken). Es wurde mit Verordnung vom 28. Mai 2014 durch das Regierungspräsidium Stuttgart gebildet und hat eine Größe von 426,1 Hektar und besteht aus drei Teilgebieten mit insgesamt fünf Teilflächen. Rund 371 Hektar dieser Fläche bilden parallel dazu einen Teil des gleichnamigen FFH-Gebiets, das insgesamt rund 3000 Hektar groß ist.
Zum anderen gibt es das Landschaftsschutzgebiet Steinheimer Becken mit Schäfhalde, Teilen des Stuben- und Zwerchstubentales mit Nebentälern und angrenzenden Geländeteilen. Das Landschaftsschutzgebiet mit der Schutzgebietsnummer 1.35.056 besteht bereits seit 20. März 1978. Es war ursprünglich 1.249 Hektar groß, hat sich aber durch die Ausweisung des Naturschutzgebiets entsprechend verkleinert.
Das insgesamt 8645 Hektar große SPA-Gebiet (Vogelschutzgebiet) Albuch ragt östlich von Steinheim mit rund 298 Hektar ebenfalls ins Steinheimer Becken und überlagert dort das Naturschutzgebiet und das FFH-Gebiet.

## Galerie

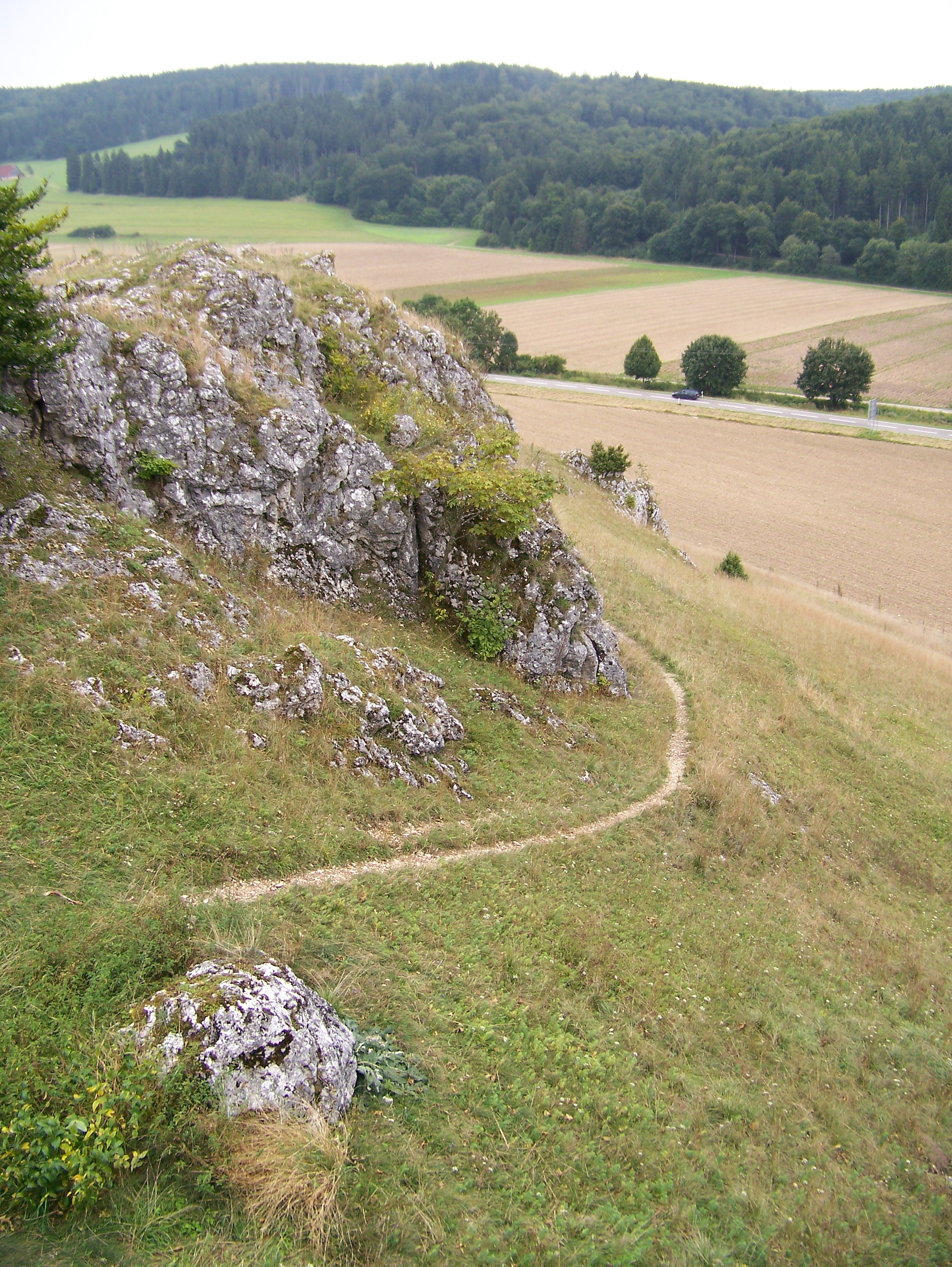
Blick vom südlichen Kraterrand in die Umgebung außerhalb des Kraters
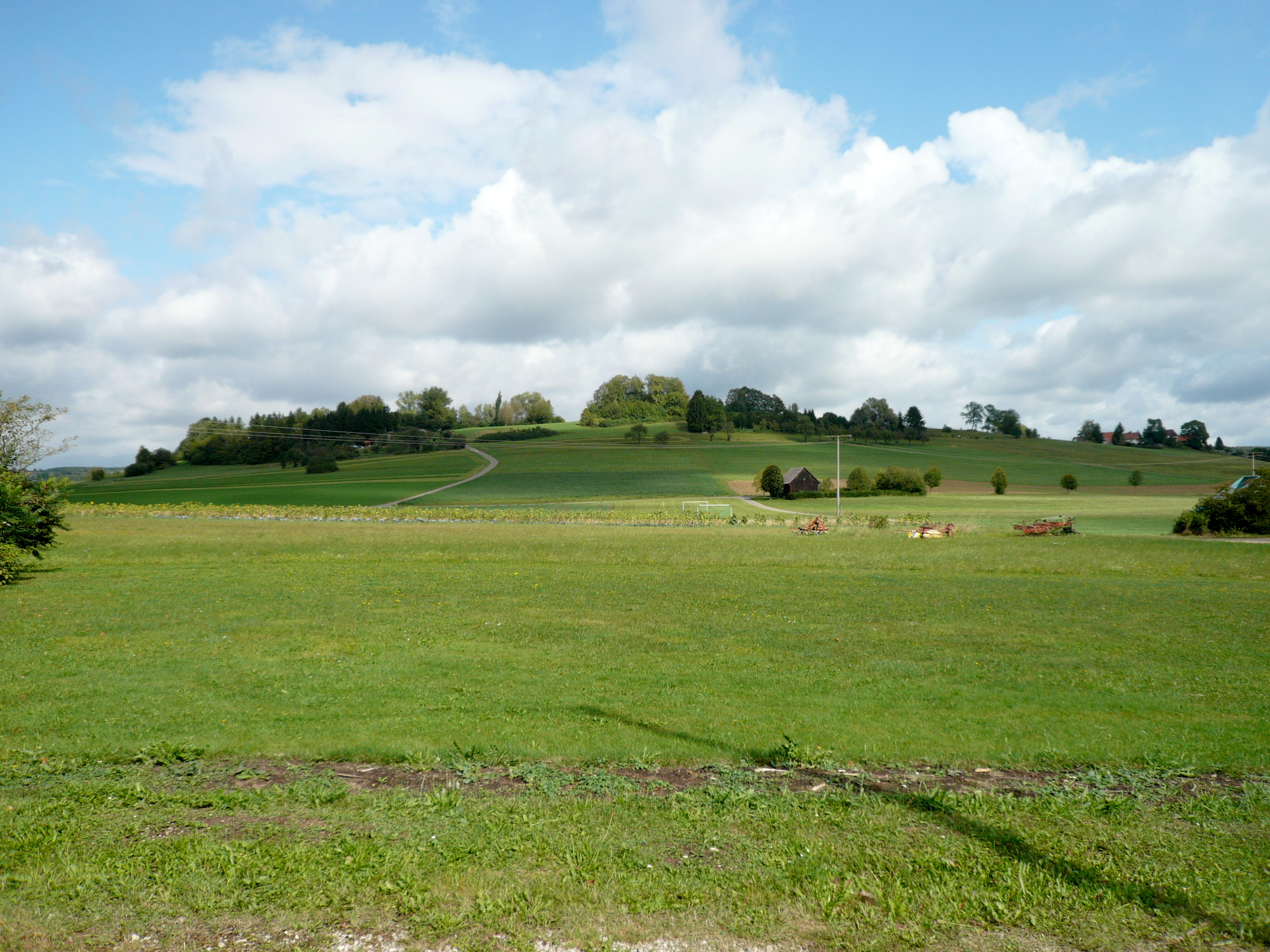
Der Zentralhügel Steinhirt
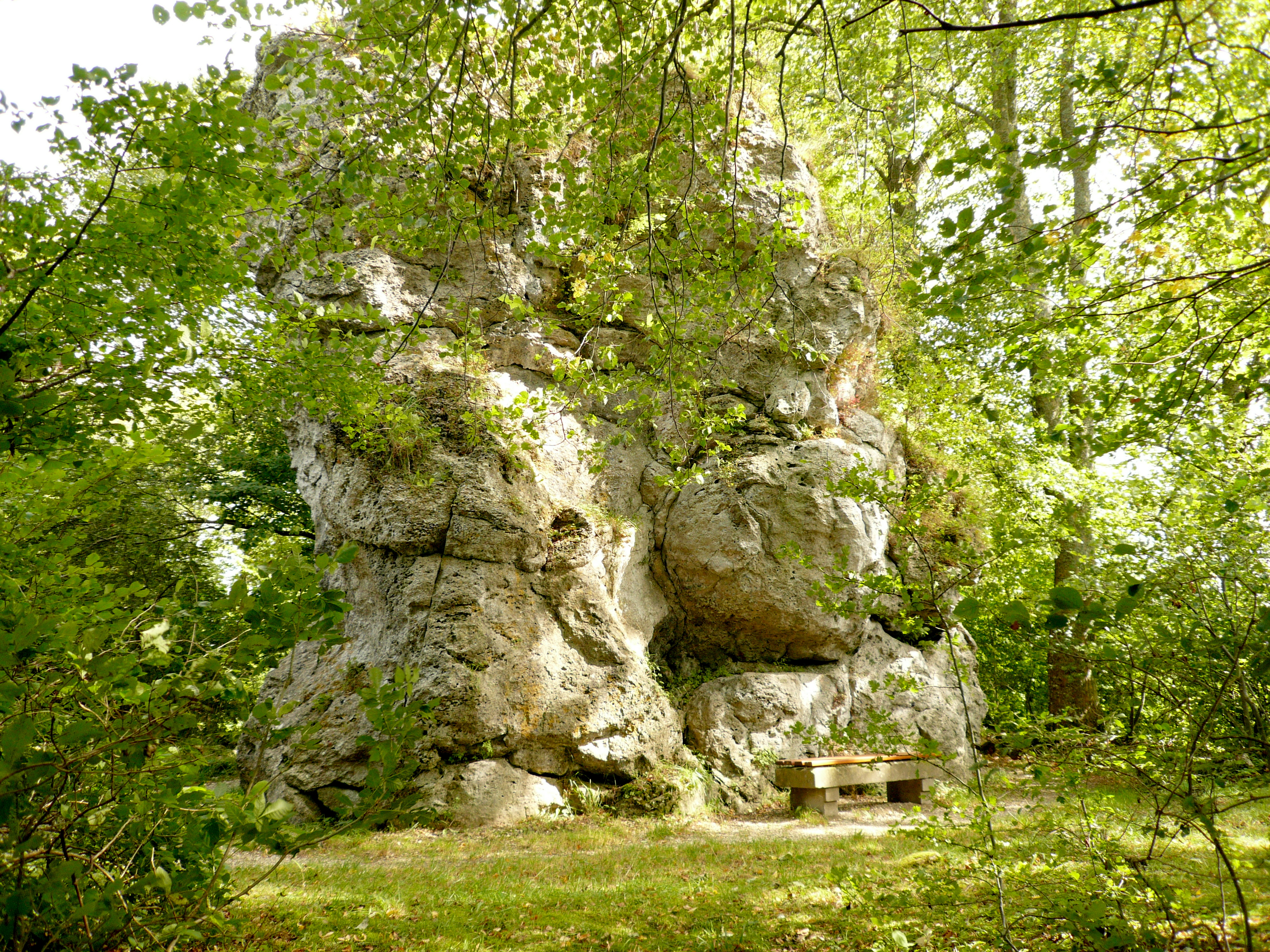
Kalksteinfelsen Wäldlesfels auf dem Gipfel des Zentralhügels Steinhirt
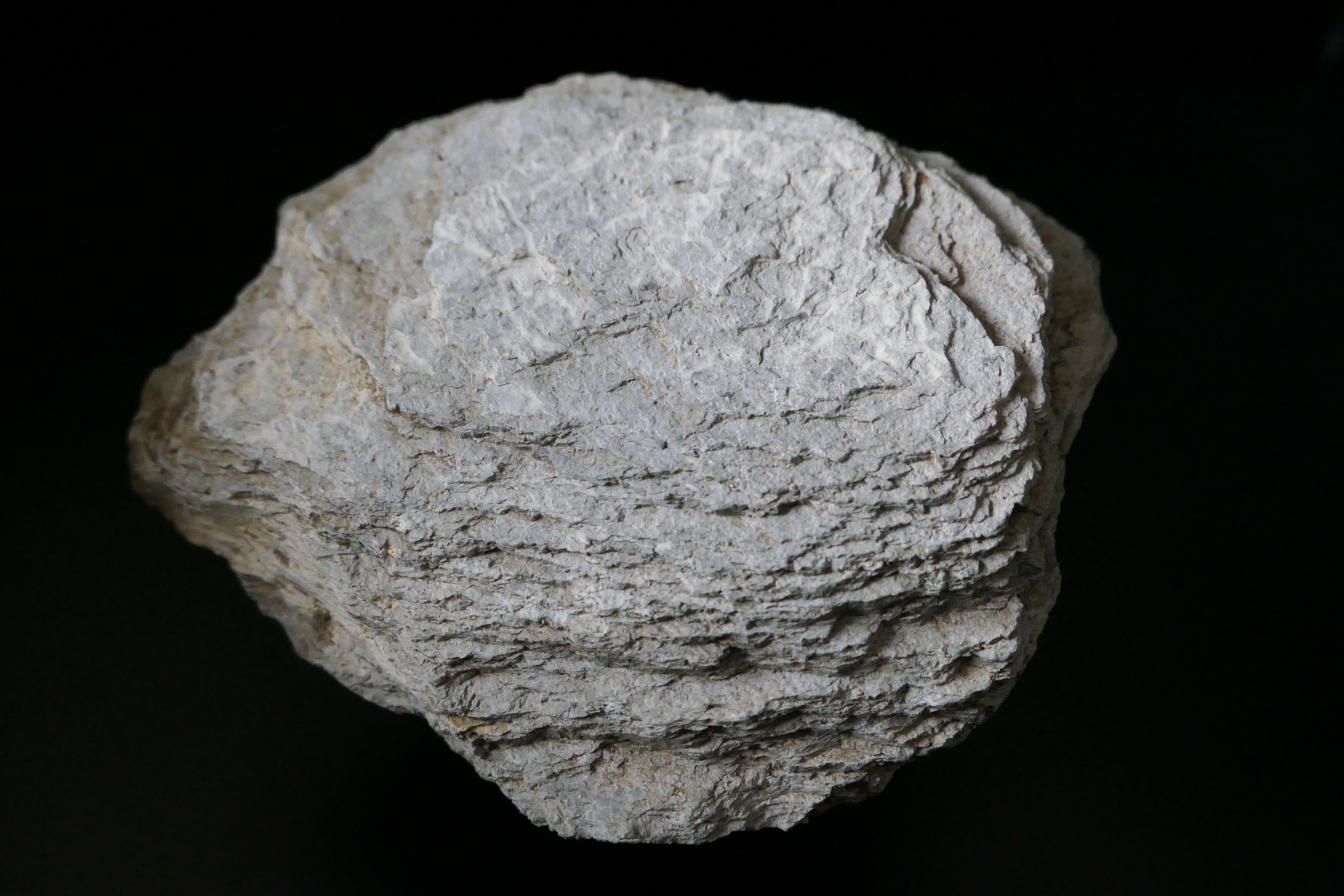
Subparallele Schockbrüche aus dem Becken (Typlokalität). Breite: 8 cm

## Rezeption
Das Becken ist namensgebend für den Marskrater Steinheim.